# Jonathan Kiriisa
Jonerthern Benjamin „Jonathan” Kiriisa (ur. 23 czerwca 1959) – ugandyjski bokser wagi półciężkiej, uczestnik Letnich Igrzysk Olimpijskich 1984.
W pierwszej rundzie jego rywalem był Djiguible Traoré z Mali. Kiriisa wygrał 5-0. Jego następnym przeciwnikiem był Kevin Barry z Nowej Zelandii, z którym ugandyjski bokser przegrał 2-3